# Lloviendo piedras
Lloviendo piedras (en inglés, Raining Stones) es una película dirigida por Ken Loach.

## Argumento
Bob (Bruce Jones) es un padre de familia que pasa de los 40 años y se queda sin trabajo. Vive con su familia en un barrio pobre al norte de Inglaterra. A pesar de todas las penurias, intentará, como buen católico, que su hija Coleen (Gemma Phoenix) lleve el mejor vestido el día de su Primera comunión. La cinta participó en la selección oficial del Festival de Cannes de 1993.

## Premios
Festival de Cannes 1993
| Categoría         | Candidato         | Resultado |
| ----------------- | ----------------- | --------- |
| Premio del Jurado | Lloviendo piedras | Ganadora  |

Medallas del Círculo de Escritores Cinematográficos de 1993
| Categoría                 | Candidato         | Resultado |
| ------------------------- | ----------------- | --------- |
| Mejor película extranjera | Lloviendo piedras | Ganadora  |